# Tomelilla
Tomelilla är en tätort och centralort i Tomelilla kommun i Skåne län.

## Historia
Järnvägen Ystad-Eslöv öppnades 1866, något som gjorde att orten växte och blev ett stationssamhälle. Senare tillkom banor mot Simrishamn, Malmö (via Sjöbo) och Brösarp. 
I Tomelilla uppfördes under första världskriget ett av nio spannmålslagerhus, vilka fungerade som beredskapslager för livsmedel. Lagerhuset i Tomelilla revs 2000.

### Administrativa tillhörigheter
Tomelilla var belägen i Tryde socken och ingick efter kommunreformen 1862 i Tryde landskommun där Tomelilla municipalsamhälle inrättades 22 januari 1887. 1921 utbröts området kring municipalsamhället i Tryde landskommun och även delar ur Ullstorps landskommun och bildade Tomelilla köping. Köpingskommunen utökades 1952 och 1969 innan den 1971 uppgick i Tomelilla kommun där Tomelilla sedan dess är centralort.
I kyrkligt hänseende har orten före 1926 hört till Tryde församling och därefter till Tomelilla församling, som sedan 2002 uppgick i Tomelillabygdens församling.
Orten ingick till 1873 i Ingelstads tingslag och därefter i Ingelstads och Järrestads domsagas tingslag. Från 1971 till 2001 ingick Tomelilla i Simrishamns domsaga, före 1975 benämnd Ingelstads och Järrestads tingsrätts domsaga, och orten ingår sedan 2001 i Ystads domsaga.

### Befolkningsutveckling

Tomelillas vapen.

| Befolkningsutvecklingen i Tomelilla 1900–2020 | Befolkningsutvecklingen i Tomelilla 1900–2020 | Befolkningsutvecklingen i Tomelilla 1900–2020 | Befolkningsutvecklingen i Tomelilla 1900–2020 | Befolkningsutvecklingen i Tomelilla 1900–2020 |
| --------------------------------------------- | --------------------------------------------- | --------------------------------------------- | --------------------------------------------- | --------------------------------------------- |
|                                               |                                               |                                               |                                               |                                               |
| År                                            |                                               |                                               | Folkmängd                                     | Areal (ha)                                    |
| 1900                                          | 1900                                          |                                               | 1 106                                         | †                                             |
| 1960                                          | 1960                                          |                                               | 4 158                                         |                                               |
| 1965                                          | 1965                                          |                                               | 4 560                                         |                                               |
| 1970                                          | 1970                                          |                                               | 4 923                                         |                                               |
| 1975                                          | 1975                                          |                                               | 5 371                                         |                                               |
| 1980                                          | 1980                                          |                                               | 5 577                                         |                                               |
| 1990                                          | 1990                                          |                                               | 5 891                                         | 540                                           |
| 1995                                          | 1995                                          |                                               | 5 947                                         | 542                                           |
| 2000                                          | 2000                                          |                                               | 5 946                                         | 544                                           |
| 2005                                          | 2005                                          |                                               | 6 204                                         | 551                                           |
| 2010                                          | 2010                                          |                                               | 6 444                                         | 568                                           |
| 2015                                          | 2015                                          |                                               | 6 826                                         | 637                                           |
| 2020                                          | 2020                                          |                                               | 7 239                                         | 654                                           |
| † Befolkning runt ett municipalsamhälle 1900. |                                               |                                               |                                               |                                               |

## Kommunikationer
Tomelilla är belägen vid Riksväg 11.
Tomelilla var tidigare en viktig regional järnvägsknut, med spår i fem riktningar. Efter nedläggningar på 1960- och 1970-talen återstår nu banan mot Ystad (ursprungligen en del av järnvägen Ystad–Eslöv) och Simrishamn på Österlenbanan.
År 2003 började Pågatågen köra till Tomelilla efter elektrifiering av banan. Före elektrifieringen bedrevs persontrafiken med dieselmotorvagnar under namnet Österlenaren. Med Pågatågen har trafiken blivit tätare, och man kan resa direkt utan byte till Malmö.

## Sevärdheter

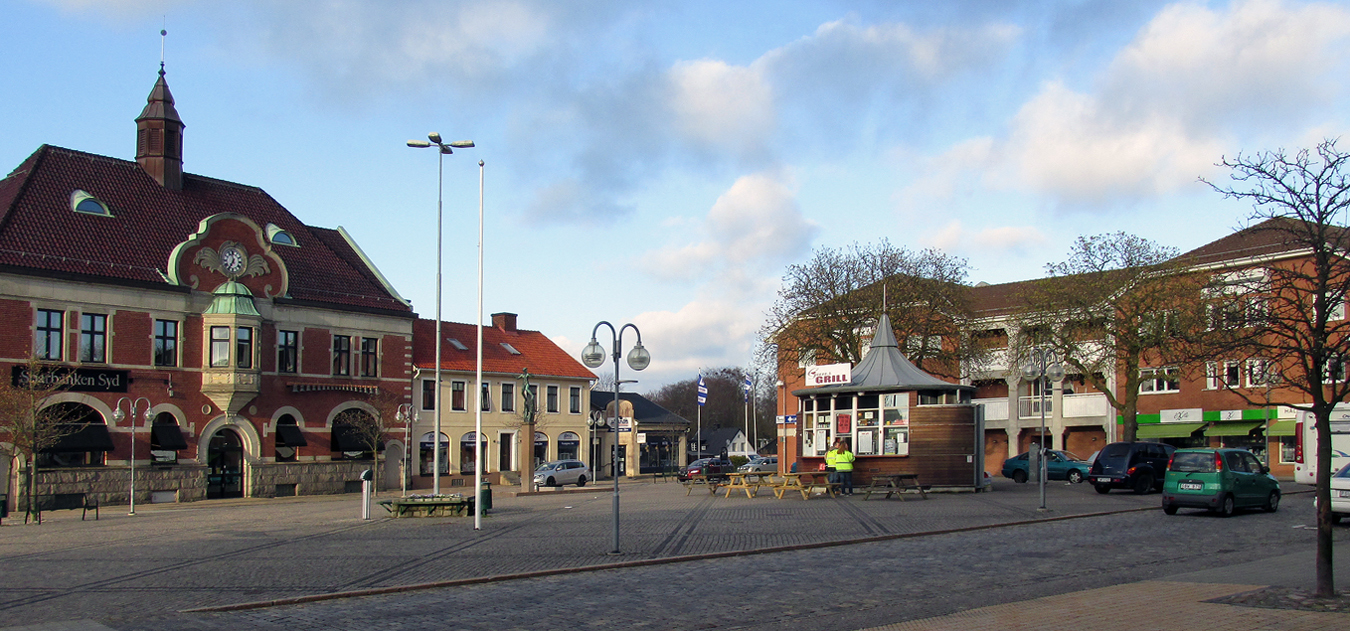
Stortorget i Tomelilla.

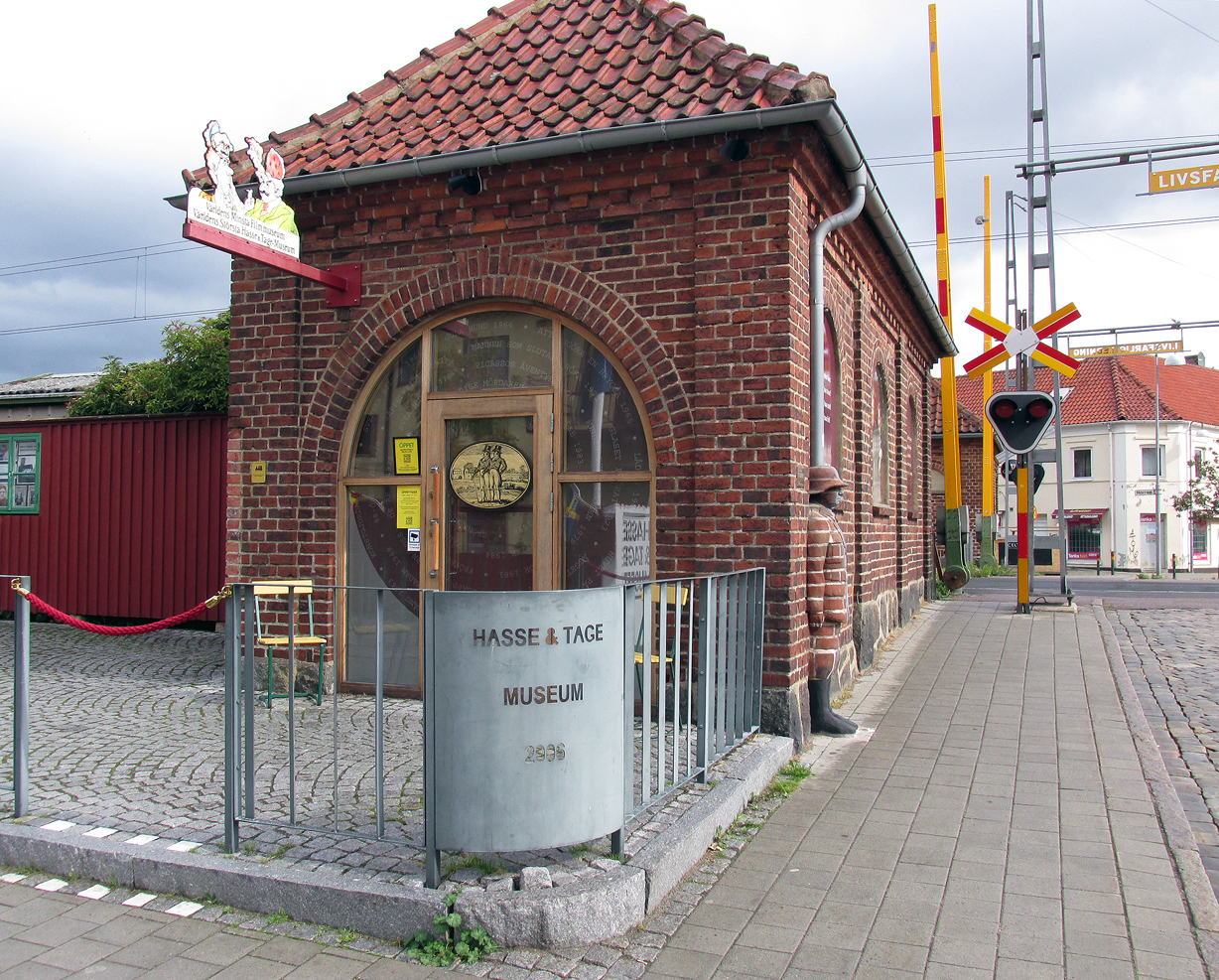
Hasse och Tage-museet.

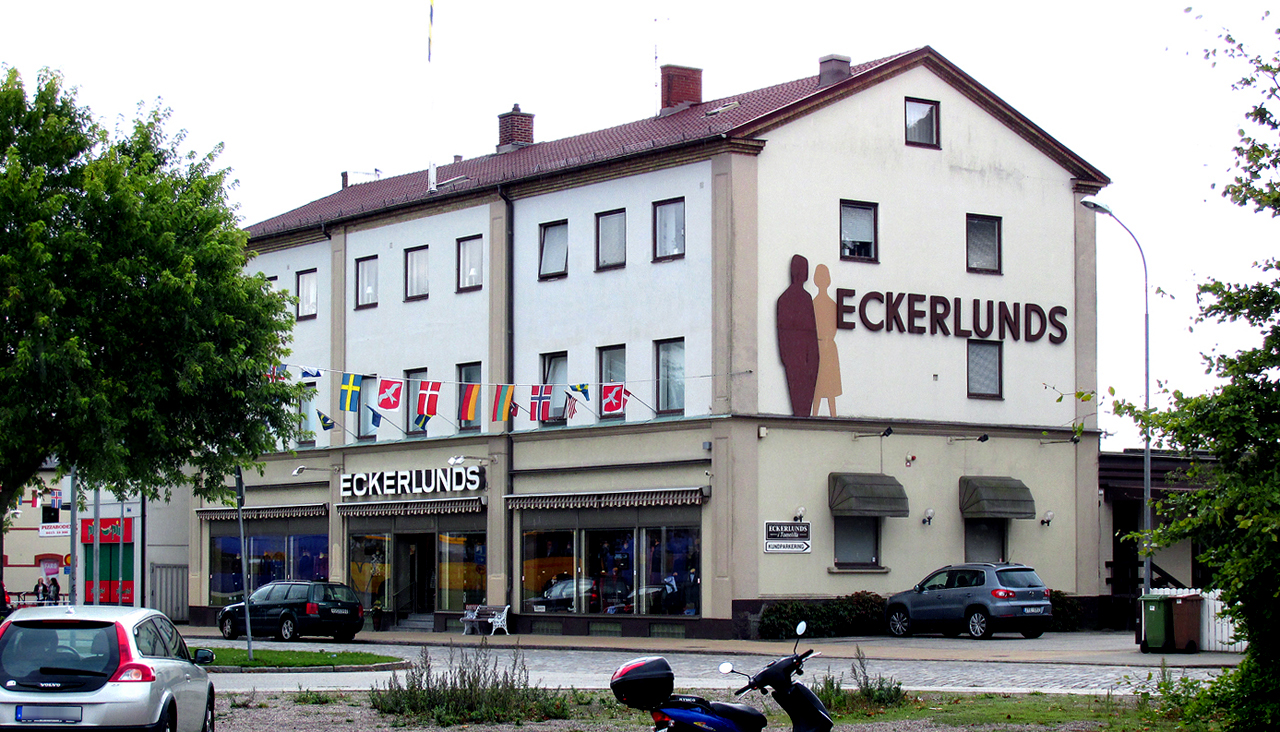
Eckerlunds Kläder. Österlens största modehus. Eckerlunds grundades i Tomelilla 1924.

Bland sevärdheter i Tomelillabygden märks Christinehofs slott, Bondrumsgården, en välbevarad fyrlängad korsvirkesgård, Brösarps backar, Kronovalls vinslott, Fritiof Nilsson Piratens grav vid Ravlunda kyrka, den årligen återkommande antikmässan i Brösarp, Nostalgicafé the 50's, Tomelilla konsthall, sommarlandet Tosselilla, internationell samtidskonst och musik på Neon Gallery i Brösarp med mera. Tomelilla Byagård är en sevärdhet som minner om 1800-talets bondby. Den 1 juli 2006 öppnades ett Hasse och Tage-museum i Tomelilla. Tomelilla var centrum för AB Svenska Ords filminspelningar på 1970- och 80-talen, och på biografen Rio hade alla bolagets filmer världspremiär.
Här finns även Bo Ohlssons lågprisvaruhus, Skånes största diskotek Tingvalla som revs år 2021 och Svampabanan som är hemmabanan för TMK där finns både rallycross och motocrossbana. Den tredje torsdagen i juli varje år hålls Tomelilla marknad, en tradition som funnits sedan 1871, i slutet av oktober hålls Mikaelei marknad på Stortorget, även den en gammal tradition.
Tomelilla Idrottsplats från 1922 med sin lika gamla träläktare är Tomelilla IF hemmaplan.

## Näringsliv

### Historiska industrier
Bland historiska industrier kan nämnas:
- Jästfabriken Activ, grundad 1894, uppgick i Svenska Jästfabriks AB år 1919.

### Bankväsende

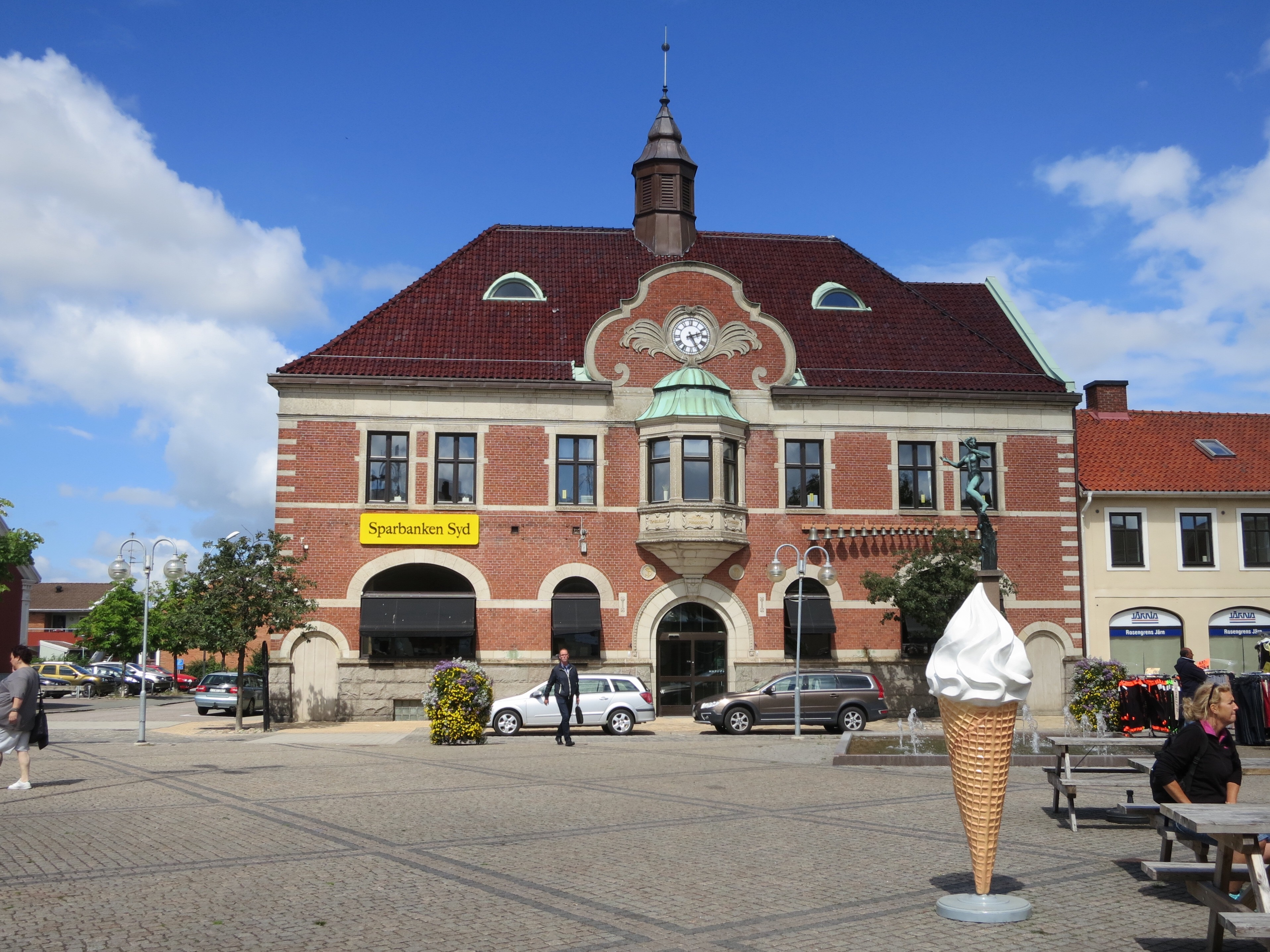
Tomelilla sparbank på Stortorget.

Tomelilla hade från år 1882 en egen sparbank, Tomelilla sparbank. Den blev en del av Sparbanken Sverige under 1990-talet, men såldes till Sparbanken Syd år 1997. När Sparbanken Syd avslutade samarbetet med Swedbank etablerade Färs och Frosta sparbank år 2008 ett konkurrerande kontor. Färs och Frosta togs senare över av Sparbanken Skåne.
Sydsvenska kreditaktiebolaget etablerade ett avdelningskontor i Tomelilla den 1 februari 1898. Denna bank uppgick senare i Skånska banken och Handelsbanken. Den år 1917 grundade Svenska lantmännens bank hade ett kontor i Tomelilla som bibehölls när denna bank ombildades till Jordbrukarbanken, Kreditbanken och PKbanken. Nordbanken drog in kontoret på 1990-talet.
Den 1 april 2021 stängde Handelsbanken i Tomelilla. Därefter fanns Sparbanken Syd och Sparbanken Skåne kvar på orten.
Under 1980-talets senare halva engagerade sig banken i ett antal riskabla fastighetsaffärer som ledde till stora förluster. Bland annat hade man under 1988 börjat låna ut stora belopp till Torgny Jönsson "maffians bankir" som senare skulle dömas till tre och ett halvt års fängelse för svindleri.

### Detaljhandel
Lågprisvarhuset Bo Ohlsson ligger i Tomelilla.